# NGC 15
NGC 15 là một thiên hà xoắn ốc nằm trong chòm sao Phi Mã. Nó được phát hiện bởi Albert Marth vào ngày 30 tháng 10 năm 1864.

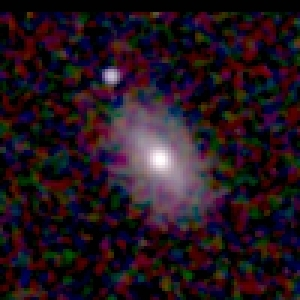
NGC 15 (cận hồng ngoại)